# Südstormarnsche Kreisbahn
| Streckennummer: | 9125                                      |                                                               |                                                               |
| Kursbuchstrecke: | 106m (1934) 100r (1939) 110b (1944, 1946) |                                                               |                                                               |
| Streckenlänge: | (ehem. 33,67 km) 11,774 km                |                                                               |                                                               |
| Spurweite: | 1435 mm (Normalspur)                      |                                                               |                                                               |
| Streckenklasse: | CE                                        |                                                               |                                                               |
| Maximale Neigung: | 17 ‰                                      |                                                               |                                                               |
| Minimaler Radius: | 180 m                                     |                                                               |                                                               |
| Streckengeschwindigkeit: | 40 km/h                                   |                                                               |                                                               |
| Zweigleisigkeit: | nein                                      |                                                               |                                                               |
| |                                           |                                                               |                                                               |
| \| \| \| von Hamburg Hbf \| \| \| \| 0,596 \| Hamburg-Tiefstack \| Hamburg-Tiefstack \| \| \| \| nach Berlin \| \| \| \| 0,855 \| Tiefstackkanal \| Tiefstackkanal \| \| \| 1,055 \| Billwerder Industriebahn \| Billwerder Industriebahn \| \| \| 1,740 \| Billbrookkanal \| Billbrookkanal \| \| \| 2,120 \| \| \| \| \| 3,020 \| \| \| \| \| 3,080 \| Hamburg-Billbrook ehem. Billwärder \| Hamburg-Billbrook ehem. Billwärder \| \| \| 3,385 \| ehem. Hamburger Marschbahn \| ehem. Hamburger Marschbahn \| \| \| \| \| \| \| \| 4,005 \| Bille \| Bille \| \| \| 4,330 \| Hamburg-Billstedt ehem. Schiffbek-Kirchsteinbek \| Hamburg-Billstedt ehem. Schiffbek-Kirchsteinbek \| \| \| 5,255 \| Hamburg-Billstedt Ost ehem. Kirchsteinbek \| Hamburg-Billstedt Ost ehem. Kirchsteinbek \| \| \| 5,305 \| Glinder Au \| Glinder Au \| \| \| 5,585 \| Autobahn A1 \| Autobahn A1 \| \| \| 7,420 \| Bundesstraße 5 \| Bundesstraße 5 \| \| \| 8,227 \| Hamburg-Boberg-Havighorst \| Hamburg-Boberg-Havighorst \| \| \| 8,343 \| Landesgrenze Hamburg–SH \| Landesgrenze Hamburg–SH \| \| \| 10,468 \| Domhorst \| Domhorst \| \| \| \| \| \| \| \| 11,886 \| Kurbelwellenwerk Hamburg (KuHa), heute (2008) Koops Recycling \| Kurbelwellenwerk Hamburg (KuHa), heute (2008) Koops Recycling \| \| \| \| \| \| \| \| 12,306 \| Glinde \| Glinde \| \| \| 12,370 \| Streckenende seit 2008 \| Streckenende seit 2008 \| \| \| 13,062 \| Bundeswehrdepot Glinde \| Bundeswehrdepot Glinde \| \| \| 13,665 \| Streckenende von 1952 bis 2008 \| Streckenende von 1952 bis 2008 \| \| \| \| Glinder Au \| \| \| \| 15,692 \| Willinghusen-Stemwarde \| Willinghusen-Stemwarde \| \| \| 18,140 \| Stellau \| Stellau \| \| \| 18,355 \| Stellauer Bach \| Stellauer Bach \| \| \| 20,159 \| Langelohe \| Langelohe \| \| \| 22,526 \| Corbek \| Corbek \| \| \| 22,547 \| Papendorf \| Papendorf \| \| \| 25,329 \| Siek \| Siek \| \| \| 27,527 \| Hoisdorf \| Hoisdorf \| \| \| 29,824 \| Lütjensee \| Lütjensee \| \| \| 32,270 \| Grönwohld \| Grönwohld \| \| \| 32,990 \| Stenzenbek \| Stenzenbek \| \| \| \| von Bad Oldesloe \| \| \| \| 34,270 \| Trittau \| Trittau \| \| \| \| nach Schwarzenbek \| \| |                                           |                                                               |                                                               |
| Strecke |                                           | von Hamburg Hbf                                               | von Hamburg Hbf                                               |
| Bahnhof | 0,596                                     | Hamburg-Tiefstack                                             | Hamburg-Tiefstack                                             |
| Abzweig geradeaus und nach rechts |                                           | nach Berlin                                                   | nach Berlin                                                   |
| Brücke über Wasserlauf | 0,855                                     | Tiefstackkanal                                                | Tiefstackkanal                                                |
| Verschwenkung von links · Verschwenkung von rechts | 1,055                                     | Billwerder Industriebahn                                      | Billwerder Industriebahn                                      |
| Strecke · Brücke über Wasserlauf | 1,740                                     | Billbrookkanal                                                | Billbrookkanal                                                |
| Strecke | 2,120                                     |                                                               |                                                               |
| Strecke | 3,020                                     |                                                               |                                                               |
| Strecke · Bahnhof | 3,080                                     | Hamburg-Billbrook ehem. Billwärder                            | Hamburg-Billbrook ehem. Billwärder                            |
| Abzweig ehemals quer und nach links · Abzweig geradeaus und nach rechts | 3,385                                     | ehem. Hamburger Marschbahn                                    | ehem. Hamburger Marschbahn                                    |
| Verschwenkung nach rechts |                                           |                                                               |                                                               |
| Brücke über Wasserlauf | 4,005                                     | Bille                                                         | Bille                                                         |
| Dienststation / Betriebs- oder Güterbahnhof | 4,330                                     | Hamburg-Billstedt ehem. Schiffbek-Kirchsteinbek               | Hamburg-Billstedt ehem. Schiffbek-Kirchsteinbek               |
| ehemaliger Haltepunkt / Haltestelle | 5,255                                     | Hamburg-Billstedt Ost ehem. Kirchsteinbek                     | Hamburg-Billstedt Ost ehem. Kirchsteinbek                     |
| Brücke über Wasserlauf | 5,305                                     | Glinder Au                                                    | Glinder Au                                                    |
| Strecke mit Straßenbrücke | 5,585                                     | Autobahn A1                                                   | Autobahn A1                                                   |
| Strecke mit Straßenbrücke | 7,420                                     | Bundesstraße 5                                                | Bundesstraße 5                                                |
| Dienststation / Betriebs- oder Güterbahnhof | 8,227                                     | Hamburg-Boberg-Havighorst                                     | Hamburg-Boberg-Havighorst                                     |
| Grenze | 8,343                                     | Landesgrenze Hamburg–SH                                       | Landesgrenze Hamburg–SH                                       |
| ehemaliger Haltepunkt / Haltestelle | 10,468                                    | Domhorst                                                      | Domhorst                                                      |
| |                                           |                                                               |                                                               |
| Abzweig geradeaus und nach rechts | 11,886                                    | Kurbelwellenwerk Hamburg (KuHa), heute (2008) Koops Recycling | Kurbelwellenwerk Hamburg (KuHa), heute (2008) Koops Recycling |
| |                                           |                                                               |                                                               |
| Dienststation / Betriebs- oder Güterbahnhof | 12,306                                    | Glinde                                                        | Glinde                                                        |
| | 12,370                                    | Streckenende seit 2008                                        | Streckenende seit 2008                                        |
| Abzweig geradeaus und von rechts (Strecke außer Betrieb) | 13,062                                    | Bundeswehrdepot Glinde                                        | Bundeswehrdepot Glinde                                        |
| | 13,665                                    | Streckenende von 1952 bis 2008                                | Streckenende von 1952 bis 2008                                |
| Brücke über Wasserlauf (Strecke außer Betrieb) |                                           | Glinder Au                                                    | Glinder Au                                                    |
| Bahnhof (Strecke außer Betrieb) | 15,692                                    | Willinghusen-Stemwarde                                        | Willinghusen-Stemwarde                                        |
| Bahnhof (Strecke außer Betrieb) | 18,140                                    | Stellau                                                       | Stellau                                                       |
| Brücke über Wasserlauf (Strecke außer Betrieb) | 18,355                                    | Stellauer Bach                                                | Stellauer Bach                                                |
| Bahnhof (Strecke außer Betrieb) | 20,159                                    | Langelohe                                                     | Langelohe                                                     |
| Brücke über Wasserlauf (Strecke außer Betrieb) | 22,526                                    | Corbek                                                        | Corbek                                                        |
| Bahnhof (Strecke außer Betrieb) | 22,547                                    | Papendorf                                                     | Papendorf                                                     |
| Bahnhof (Strecke außer Betrieb) | 25,329                                    | Siek                                                          | Siek                                                          |
| Bahnhof (Strecke außer Betrieb) | 27,527                                    | Hoisdorf                                                      | Hoisdorf                                                      |
| Bahnhof (Strecke außer Betrieb) | 29,824                                    | Lütjensee                                                     | Lütjensee                                                     |
| Bahnhof (Strecke außer Betrieb) | 32,270                                    | Grönwohld                                                     | Grönwohld                                                     |
| Brücke über Wasserlauf (Strecke außer Betrieb) | 32,990                                    | Stenzenbek                                                    | Stenzenbek                                                    |
| Abzweig geradeaus und von links (Strecke außer Betrieb) |                                           | von Bad Oldesloe                                              | von Bad Oldesloe                                              |
| Bahnhof (Strecke außer Betrieb) | 34,270                                    | Trittau                                                       | Trittau                                                       |
| Strecke (außer Betrieb) |                                           | nach Schwarzenbek                                             | nach Schwarzenbek                                             |

Die Südstormarnsche Kreisbahn war eine normalspurige Kleinbahn im südlichen Teil des schleswig-holsteinischen Kreises Stormarn und im östlichen Hamburg.
Der noch in Betrieb befindliche Abschnitt der im Zugleitbetrieb betriebenen Nebenbahn von Tiefstack aus wird bis zur Trapeztafel in Kilometer 4,798 von der AKN Eisenbahn betrieben, der restliche Abschnitt über die Landesgrenze Hamburg/Schleswig-Holstein bei Kilometer 8,343 bis zum Streckenende in Kilometer 12,370 von der BMHD Braaker Mühle Handels- und Dienstleistungsgesellschaft mbH, die jedoch die AKN mit der Betriebsführung beauftragt hat. Im Bahnhof Glinde existiert ein Anschluss der PAB Koops (Kieswerk Glinde Schweder GmbH & Co. KG).

## Streckenbeschreibung
Die 33,67 km lange, eingleisige, nicht elektrifizierte Strecke führt vom Bahnhof Billbrook der Billwerder Industriebahn über Billstedt nach Glinde und führte weiter über Siek zum Bahnhof Trittau an der Staatsbahnstrecke Bad Oldesloe – Trittau – Schwarzenbek. Zwischen Billstedt und Havighorst überwindet die Strecke den Aufstieg vom Tal der Bille zum Geesthang nördlich der Elbe. Dieser Abschnitt ist eine der steilsten Eisenbahnstrecken Norddeutschlands.
In Billbrook bestand Anschluss an die Hamburger Marschbahn sowie durchgehender Personenverkehr über Billbrook hinaus zum Bahnhof Tiefstack am Streckenabschnitt Bahnhof Berliner Tor – Bahnhof Billwerder-Moorfleet der Hamburger S-Bahn.

## Geschichte
Überlegungen zum Bau einer Kleinbahn zur Erschließung des südlichen Stormarn gab es seit Ende der 1880er Jahre; dabei war zunächst eine Streckenführung von Mölln über Trittau in die damalige Kreisstadt Wandsbek geplant. Nachdem Wandsbek aber 1901 kreisfrei geworden war, lehnten die dortigen Stadtverordneten das Projekt aus Kostengründen ab, woraufhin der damalige Stormarner Landrat Joachim von Bonin eine neue südlichere Trasse nach Schiffbek mit direktem Anschluss nach Hamburg vorantrieb. Diese wurde im Februar 1902 vom Kreistag beschlossen und im August desselben Jahres von der preußischen Regierung genehmigt.

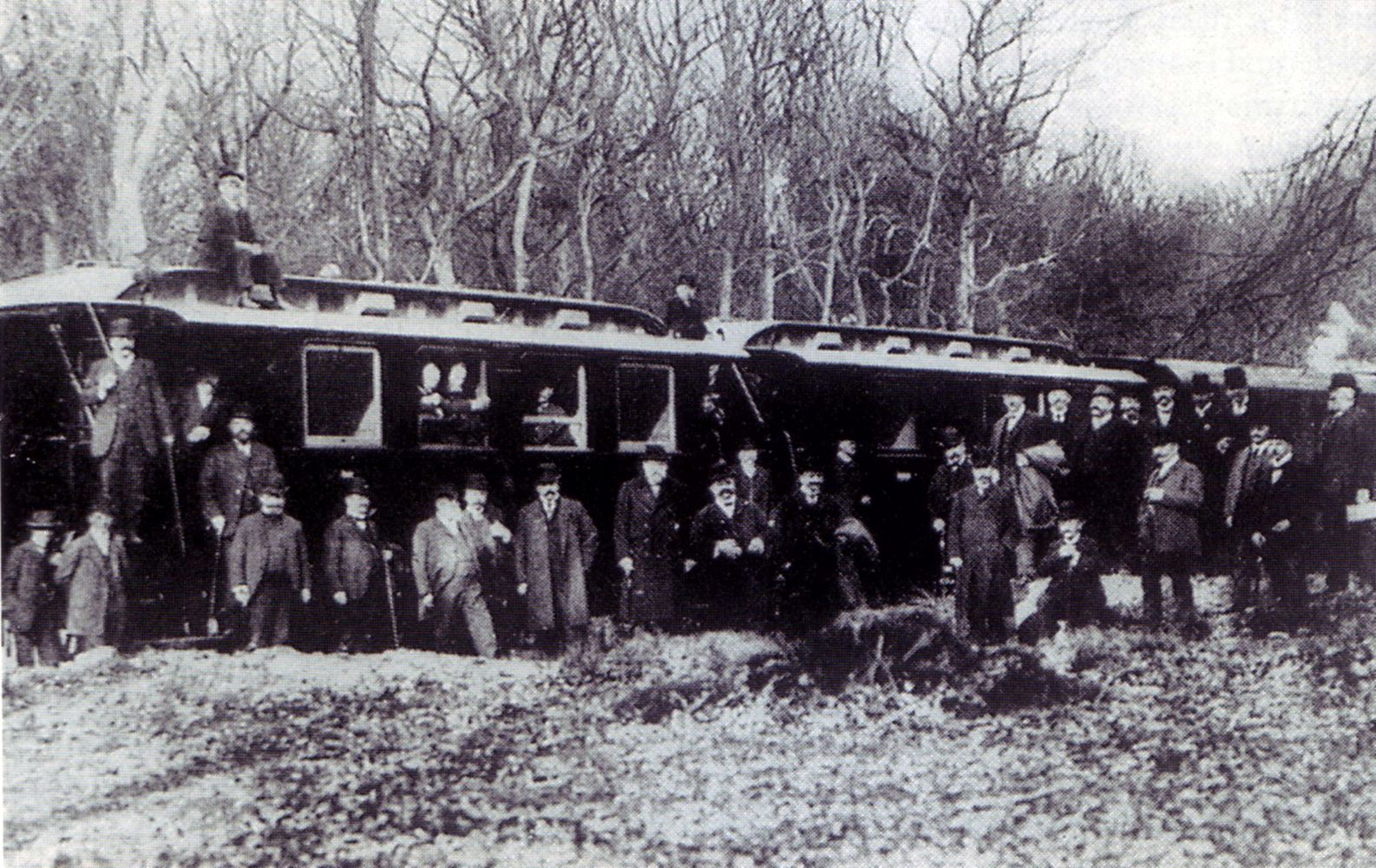
Eröffnungsfahrt der Südstormarnschen Kreisbahn 1907, Station Hainholz

Die Strecke wurde am 17. Dezember 1907 eröffnet. Die Bahn befand sich im Eigentum des Kreises Stormarn. Die Verwaltung war am Bahnhof Schiffbek-Kirchsteinbek (ab 1928: Billstedt) untergebracht, das bis 1937 (Groß-Hamburg-Gesetz) noch zum Kreis Stormarn gehörte.
Während sich der Personenverkehr besonders am Wochenende zufriedenstellend entwickelte, war das Güteraufkommen auf der Strecke von Anfang an mäßig. Größere Transportleistungen im Güterverkehr waren während der jährlichen Rübenkampagne sowie beim Bau der Autobahn Hamburg–Lübeck, der späteren A 1, zu verzeichnen.
Die Bahngesellschaft versuchte, den Betrieb zu rationalisieren. So wurden beispielsweise 1924/25 zwei Triebwagen von Linke-Hofmann-Lauchhammer und AEG angeschafft.

### Omnibusbetrieb
Nachdem 1926 die Fa. Auto-Peters aus Bad Oldesloe eine unkonzessionierte Buslinie zwischen Hamburg und Mölln über Trittau einrichtete, und damit großen Erfolg hatte, nahm die Südstormarnsche Kreisbahn, nun als Verkehrsbetriebe des Kreises Stormarn, am 15. Mai 1928 die ersten Linienbusse in Betrieb. Dafür wurden zunächst drei Büssing- und fünf Henschel-Busse mit Ottomotoren und Aufbauten der Waggonfabrik Wismar beschafft. Ein gebraucht übernommener Dixi-Bus wurde 1929 als Wagen 9 eingegliedert und auf der Linie 4 nach Friedrichsruh eingesetzt. 1933 löste ihn ein kleiner NAG-Bus ab, dieser brannte aber später beim Tanken ab. Die ersten Busse mit Dieselmotoren waren die drei Büssing-NAG, die 1934 als Wagen 11–13 in Betrieb genommen wurden. Wagen 12 war mit seinen Plüschsitzen auch als Reisewagen einsetzbar. Der ebenfalls mit einem Busaufbau der Wismarer Waggonfabrik ausgerüstete 1936 beschaffte Wagen 14 war ein Henschel mit Holzgas-Generator zur Nutzung „einheimischer Energie“. Von 1938 bis 1940 wurden acht Magirus-Deutz O 145 sowie einzelne MAN- und Büssing-Busse angeschafft, die teilweise den Krieg nicht überstanden.
Am Bahnhof in Trittau war die Hauptwerkstatt für die Busse, im damals noch zum Kreis Stormarn gehörenden Billstedt gab es etwa 300 Meter vom Bahnhof entfernt eine Werkstatt mit Platz für drei Busse. In der Lokomotivwerkstatt Willinghusen-Stemwarde wurden die Grundüberholungen der Busse durchgeführt.
In den 1930er Jahren wurde über eine Stilllegung des Eisenbahnbetriebs diskutiert und 1933 vom Kreistag auch beschlossen. Die Ansiedlung von Rüstungsbetrieben konnte die Stilllegung aber zunächst abwenden.
Folgende Buslinien wurden in den 1930er Jahren von den Verkehrsbetrieben des Kreises Stormarn betrieben:
10 Hamburg Hbf, Capellenstr.* – Eilbeck – Wandsbeker Chaussee – Wandsbek Markt – Tonndorf – Rahlstedt – Stapelfeld – Braak – Papendorf – Großensee – (Lütjensee – Bollmoor) – Trittau Bf. – Trittau, Vorburg
20 Hamburg Hbf, Capellenstr.* – Berliner Tor – Billstedt – Öjendorf – Ost-Steinbek – Glinde – Neu-Schönningstedt (– Witzhave – Grande – Trittau Bf. nur Einzelfahrten mo, sa und so)
30 Hamburg Hbf, Hachmannplatz – Billstedt – Boberg – Havighorst
40 Friedrichsruh Bf. – Grande – Trittau, Vorburg – Trittau Bf. (1929 bis 1939)
50 Groß-Hansdorf, Hochbahnhof – Hoisdorf – Lütjensee – Trittau Bf.
60 Wellingsbüttel Bf. – Poppenbüttel – Lemsahl-Mellingstedt – Bergstedt – Hoisbüttel (nach Eingemeindung der Alstertal-Gemeinden nach dem Groß-Hamburg-Gesetz übernahm die Hamburger Hochbahn AG [HHA] die Linie am 16. Mai 1939 in leicht verkürzter Form als Linie C vom Bahnhof Poppenbüttel aus)
* Capellenstr.: heute Ellmenreichstr.
1935 wurden rund 414.000 Personen mit den Omnibussen befördert.
Ende der 1930er Jahre wurde eine weitere Verbindung von Ahrensburg zum Bahnhof in Siek eingeführt, wo Anschluss an die Kreisbahn bestand.
Viele Männer wurden während des Zweiten Weltkriegs zum Kriegsdienst eingezogen, als Ersatz wurden Frauen als Schaffner eingesetzt, ab 1940 wurden auch Busanhänger eingesetzt. Zur Nutzung im Krieg musste die Hälfte der inzwischen vorhandenen 18 Busse abgegeben werden, so reduzierte sich auch die Leistungsfähigkeit des Betriebes. Die Fahrten bis zum Hamburger Hauptbahnhof wurden aufgegeben und die Linien bis zum Rahlstedter Bahnhof bzw. bis Wandsbek-Tonndorf (Wiesenstraße zum Umstieg auf die Straßenbahn) und bis Billstedt zurückgezogen. Einige gebraucht übernommene Daimler-Benz-Dreiachser-Busse (Wagen 33–36) wurden auf Betrieb mit Stadtgas umgerüstet.

### Nach dem Zweiten Weltkrieg
1948 wurden die Buslinien von Rahlstedt und Billstedt wieder bis zum Hauptbahnhof verlängert (erst Brockesallee, nach Fertigstellung ab 1950 zum neuen ZOB). Nun wurden die Stilllegungspläne wieder aufgenommen, ein Gutachten empfahl die Einstellung des Eisenbahnbetriebs zwischen Trittau und Glinde. Der Kreistag beschloss 1951 diese Stilllegung, allerdings musste erst die Möllner Landstraße zwischen Glinde und Trittau zur Aufnahme des Busverkehrs verstärkt werden. Der Personenverkehr wurde schließlich auf der gesamten Eisenbahnstrecke am 15. März 1952 eingestellt, der Busverkehr übernahm die Verbindungen. Zwischen Glinde und Trittau wurde der Gesamtverkehr eingestellt, die Gleisanlagen wurden in den folgenden Jahren abgebaut; auf der Trasse befindet sich heute ein Radwanderweg. Der Abschnitt von Billbrook nach Glinde mit dem Anschluss zum dortigen Heereszeugamt und Industriegebiet blieb für den Güterverkehr erhalten. Die meisten Bahnhofsgebäude im gesamten Streckenverlauf bestehen noch heute.
Der Busbetrieb konnte nach dem Krieg auf mehr oder weniger stark in Mitleidenschaft gezogene Busse und Busanhänger zurückgreifen, Ersatzteile, Reifen und Kraftstoff waren Mangelware. Erst 1949 konnte der erste neue Bus, ein Daimler-Benz O 5500, geliefert werden, außerdem konnte ein Magirus-Deutz O 145 von 1940 mit Aufbau von Jessen gebraucht als Wagen 38 übernommen werden. 1950 konnten 22 Busse und 9 Anhänger eingesetzt werden. Bis 1952 wurden 6 Krauss-Maffei KMO 133 mit Heckmotor sowie 8 Busanhänger von Jessen gekauft. 1953 folgte noch ein Kässbohrer Setra S 8.
Nach der Stilllegung des Eisenbahnverkehrs wurden die vorhandenen Buslinien der Verkehrsbetriebe des Kreises Stormarn weiter verstärkt:
10 Hamburg ZOB – Berliner Tor – Wandsbeker Chaussee S-Bf. – Wandsbek Markt – Tonndorf – Rahlstedt – Stapelfeld – Braak – Papendorf – Großensee – (Lütjensee – Trittau Bf.) – Trittau, Vorburg (Linienlänge 35,8 km)
20 Hamburg ZOB – Berliner Tor – Horn – Billstedt – Oststeinbek – Glinde – Neu-Schönningstedt (Linienlänge 17,8 km); (ab 14. Mai 1950 weiter: – Stemwarde – Stellau – Stapelfeld) / – Langelohe – Papendorf / (– Kronshorst – Rausdorf – Trittau) / (− Witzhave – Grande – Trittau)
2a Glinde – Schönningstedt – Reinbek Bf.
3a Ahrensburg Bf. – Schmalenbeck – Siek – Meilsdorf – Papendorf (hier Anschluss an Linie 1) (Linienlänge 10,2 km)
3b Hoisbüttel U-Bf. – Timmerhorn (– Bünningstedt – Ahrensburg Bf.) (Linienlänge 6,4 + 9,6 km)
3c Volksdorf U-Bf. – Stellmoor – Siedlung Hagen (– Ahrensburg Bf.) (Linienlänge 4,8 + 5,5 km; wurde 1955 vom Hamburger Verkehrs-Betrieb Hans Rieck (HVB) als Linie 23 betrieben)
40 Ahrensburg Bf. – Groß-Hansdorf U-Bf. – Hoisdorf – Lütjensee – Trittau Bf. – Trittau, Vorburg (– Hamfelde – Köthel) (Linienlänge 28 km)
Die Verkehrsbetriebe des Kreises Stormarn wurden am 1. September 1953 von der Bergedorf-Geesthachter Eisenbahn AG (BGE) übernommen. Aus diesem Unternehmen entstand am 7. April 1954 die Verkehrsbetriebe Hamburg-Holstein AG (VHH), die sowohl den Busbetrieb als auch zunächst den Eisenbahnbetrieb fortführte. Die Betriebsführung auf den verbleibenden Eisenbahnstrecken übernahm mit Beginn des Jahres 1956 die Eisenbahngesellschaft Altona-Kaltenkirchen-Neumünster (AKN), die dort den Güterverkehr betreibt.

### Nach 2000
Am 18. Oktober 2005 hatte die AKN im Bundesanzeiger die Strecke zur Stilllegung ausgeschrieben. Auf diese Ausschreibung gab es vier Bewerbungen. Am 20. Juli 2006 hatte die AKN diese Ausschreibung beendet und mitgeteilt, die Strecke in eigener Verantwortung weiter zu betreiben. Somit war zunächst ein Rückbau abgewendet. Allerdings gibt es Bewegungen in Glinde, denen die Reststrecke ein Dorn im Auge ist. Die politischen Parteien schätzen den Wert der Strecke unterschiedlich ein. Während sich die CDU eher für den Abbau ausspricht, hat die SPD sich in ihrem Parteiprogramm zunächst für den Erhalt, verbunden mit Machbarkeitsuntersuchungen für eine Nutzung und Anbindung an das Hamburger U-Bahn-Netz ausgesprochen. Auch der inzwischen erfolgte Abbau der Gleise im ehemaligen Depotgelände wird von der SPD eher kritisch bewertet.
Am 17. Dezember 2007 hatte der Förderverein Südstormarnsche Kreisbahn zu einer Feierstunde zum 100-jährigen Jubiläum der Kreisbahn eingeladen. Anlässlich des 100-jährigen Jubiläums zeigte das Kreisarchiv in Bad Oldesloe eine Archivausstellung.
Die Sonderfahrten am 21./22. Juni 2008 auf dem Reststück der Strecke zeigten durch die Bürgerbeteiligung das große Interesse an der Bahn. Auch kritische Stimmen am geplanten Abriss wurden laut.
Bei einem schweren Unwetter am 10. Mai 2018 wurde die Strecke im Abschnitt zwischen Havighorst und Glinde mehrfach unterspült. Im Bereich Domshorst wurden durch die Wassermassen eines lokalen Starkregenereignisses Teile des Bahndamms abgetragen. Schon am 31. Mai 2018 waren die Unwetterschäden auf der Strecke repariert und der erste Zug konnte am Nachmittag dieses Tages wieder nach Glinde fahren.

## Bilder von der Strecke

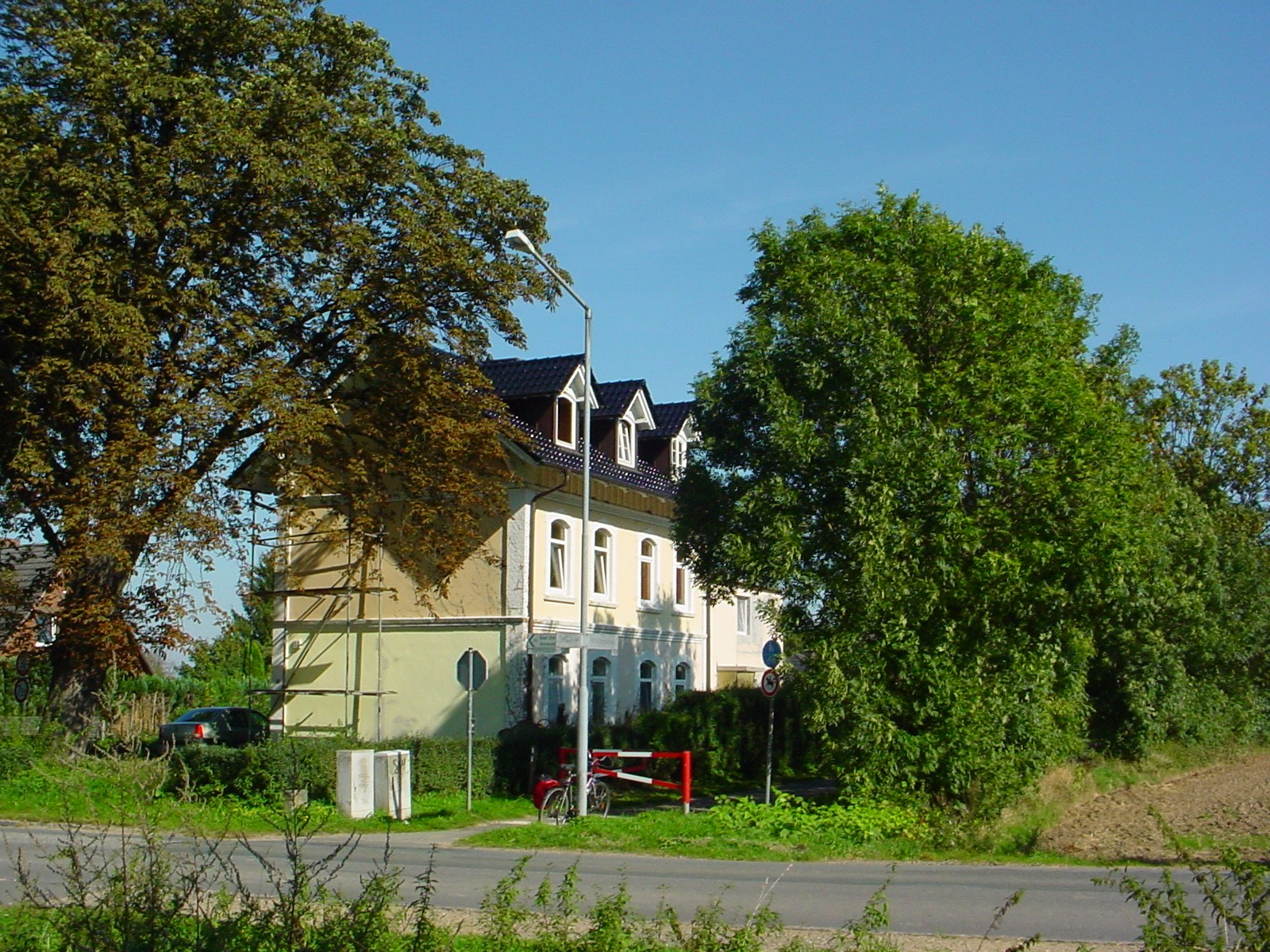
Ehemaliger Bahnhof Hoisdorf (Juni 2006)
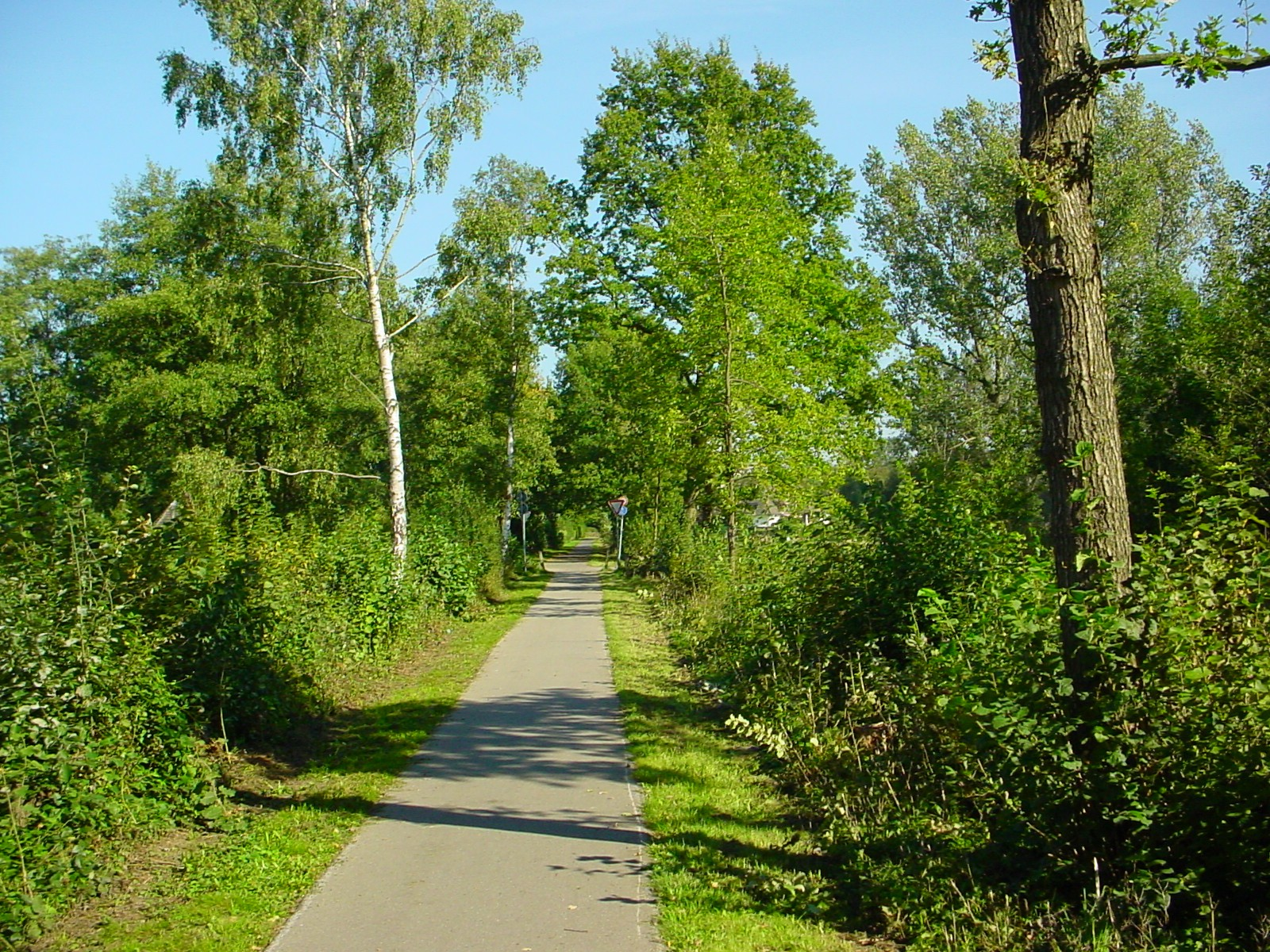
Aufgelassene Trasse (Radweg) bei Stellau (Juni 2006)
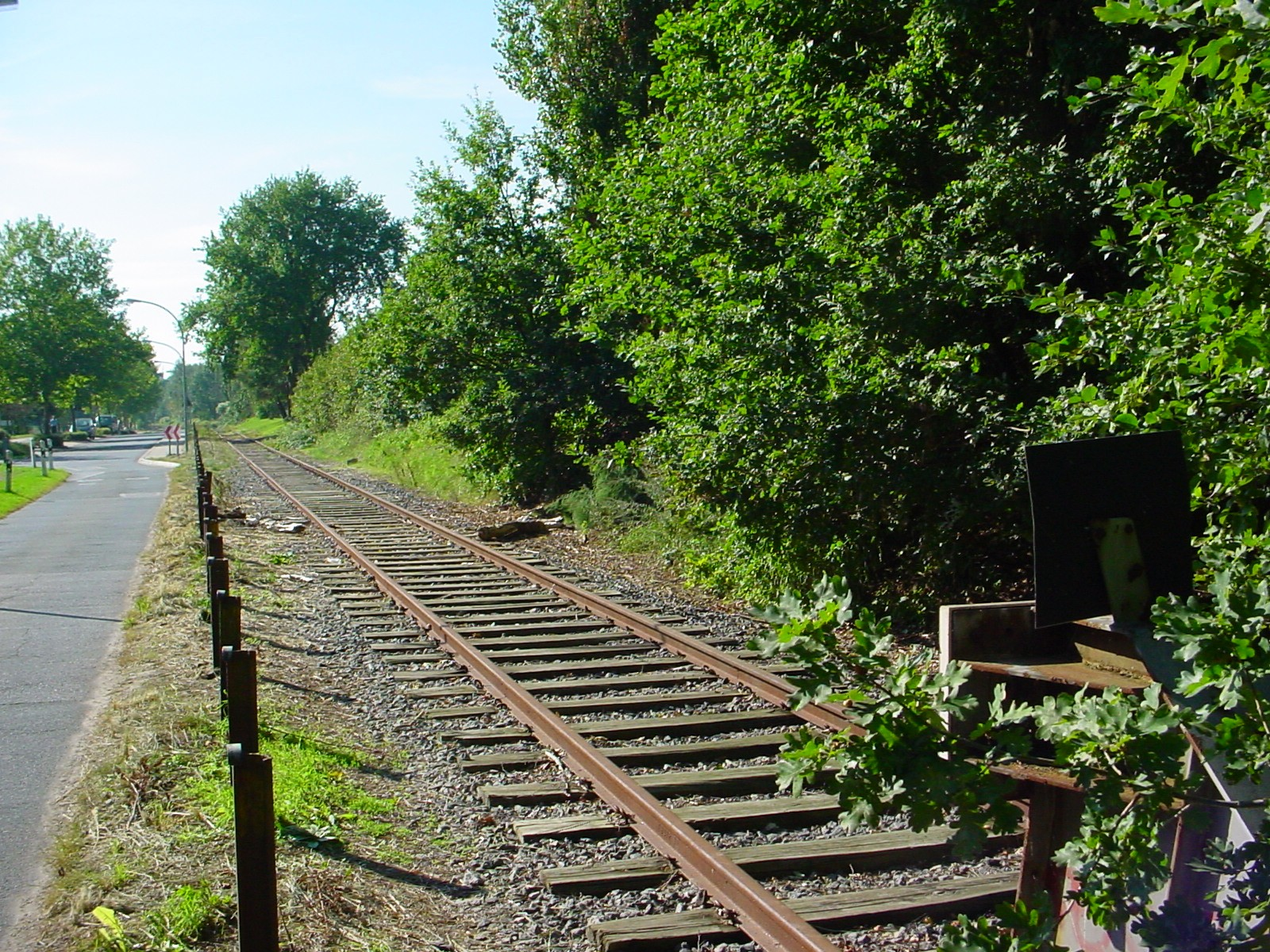
Ende der Gleise in Glinde (Juni 2006) (Mittlerweile wurde auch dieser Teil der Strecke abgebaut)
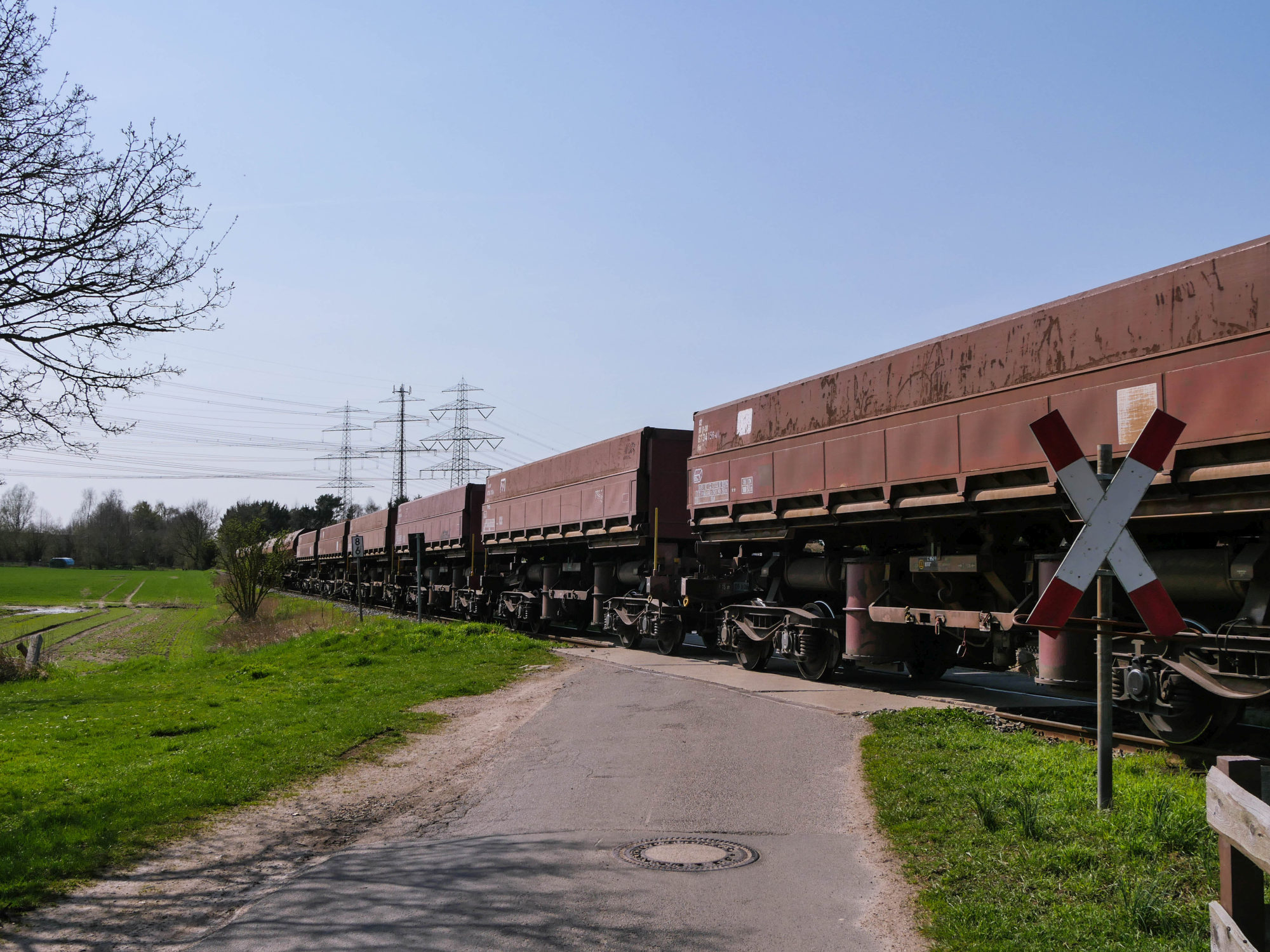
Güterzug bei Havighorst (April 2018)
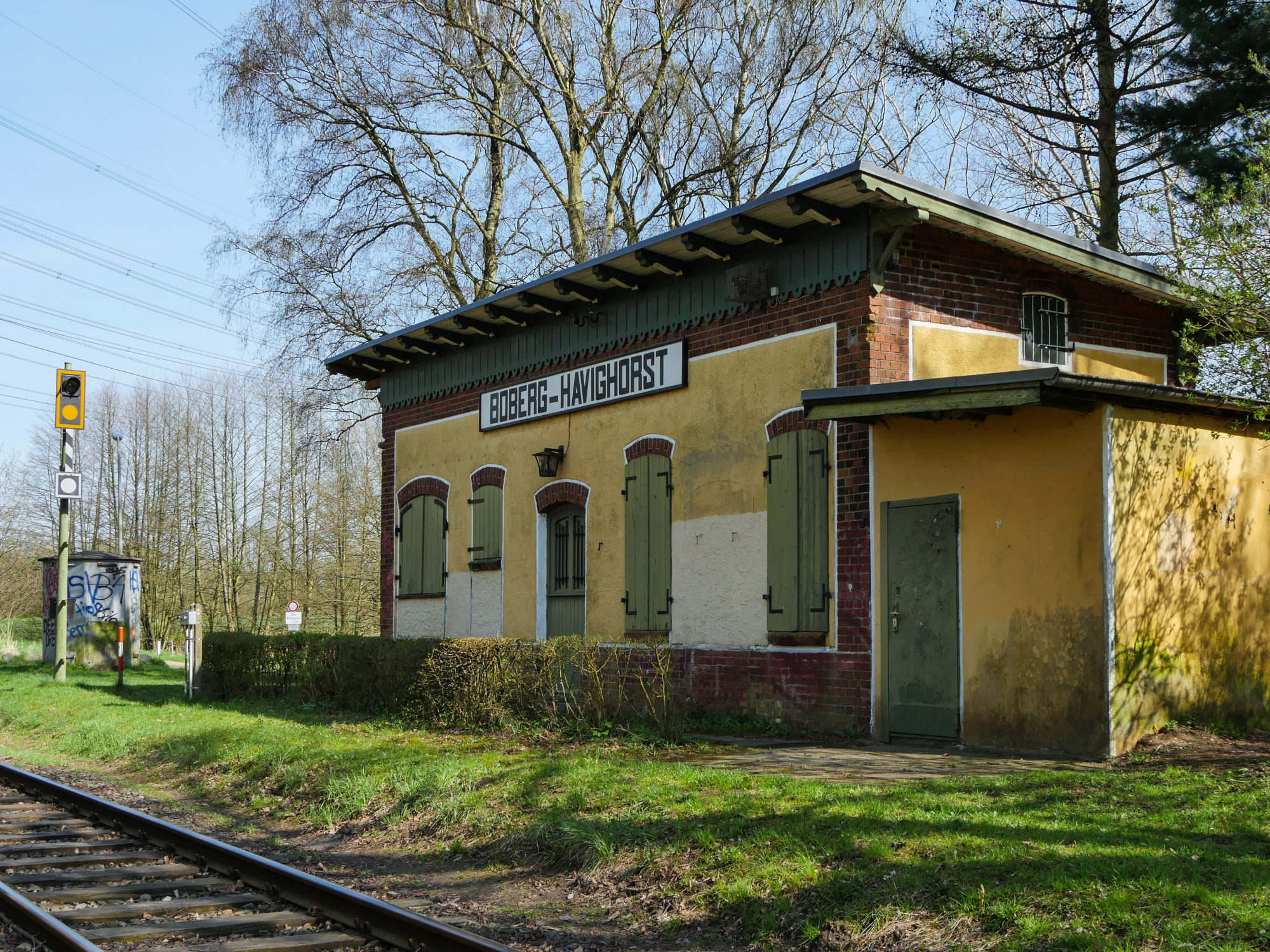
Ehemaliger Bahnhof Boberg/Havighorst (April 2018)
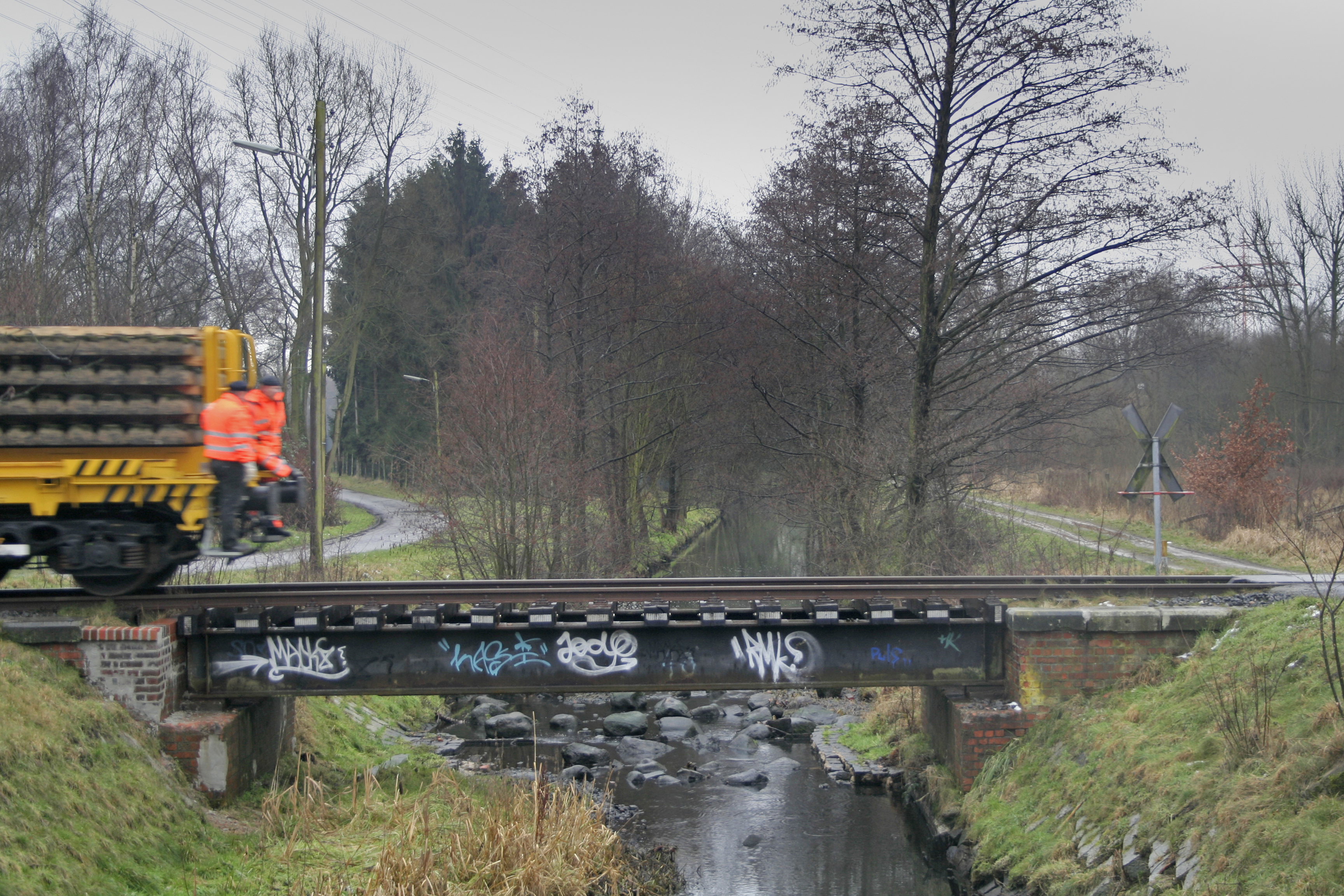
Überquerung der Glinder Au nahe dem Bahnhof Billstedt (Januar 2009)
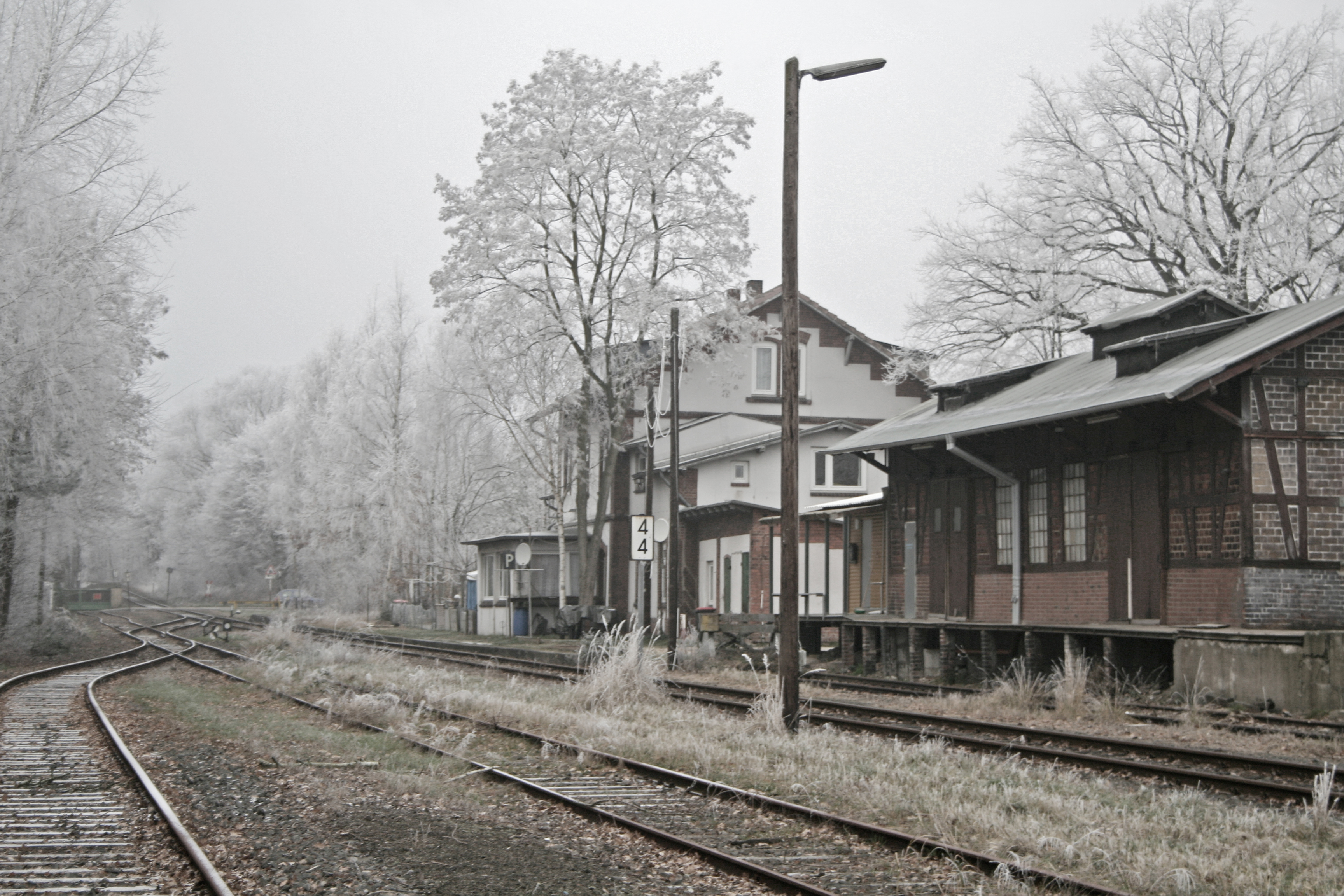
Bahnhof Billstedt (Dezember 2007)
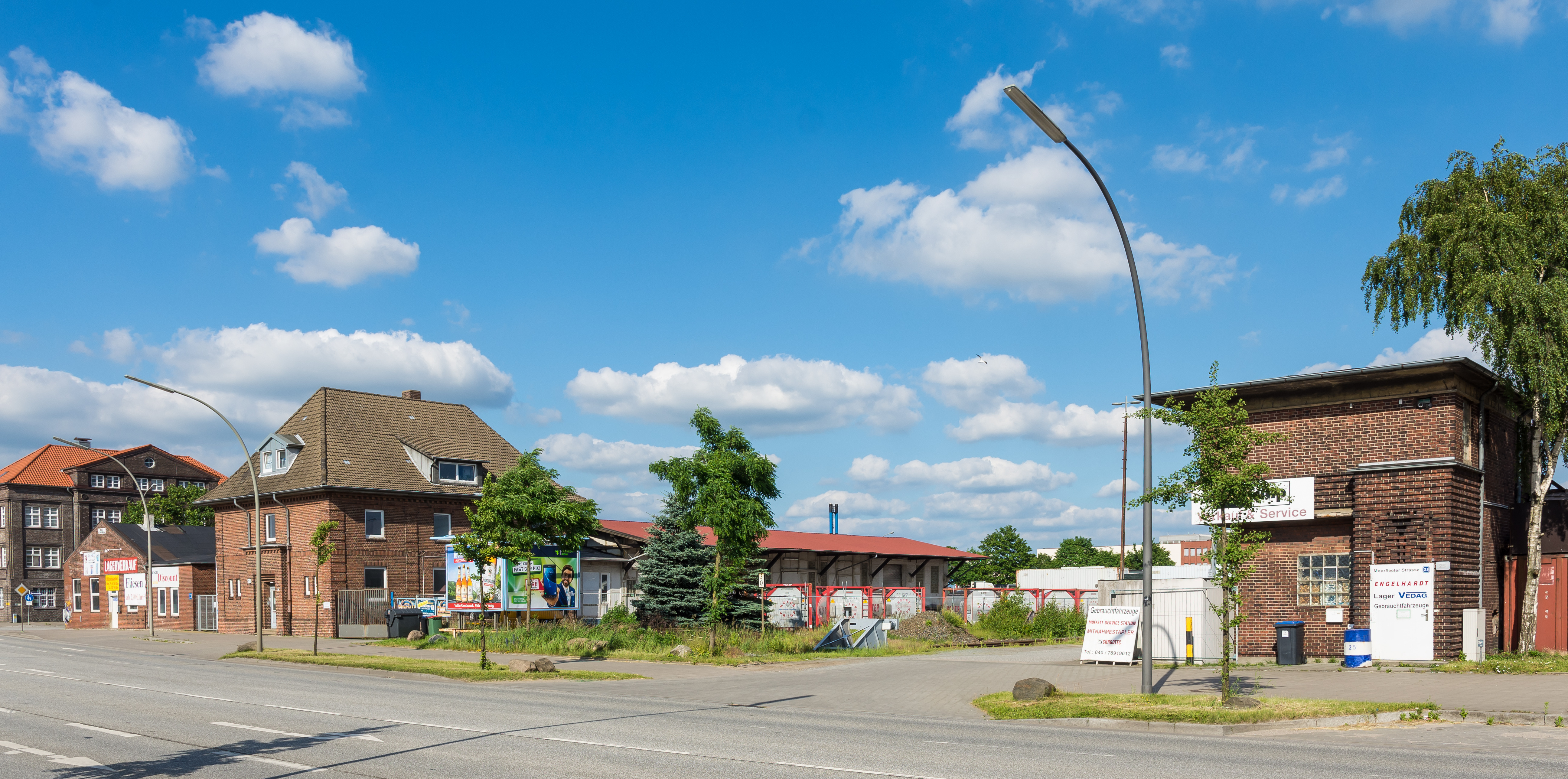
Ehemalige Gebäude des Bahnhofs Billbrook an der Moorfleeter Straße (2017)
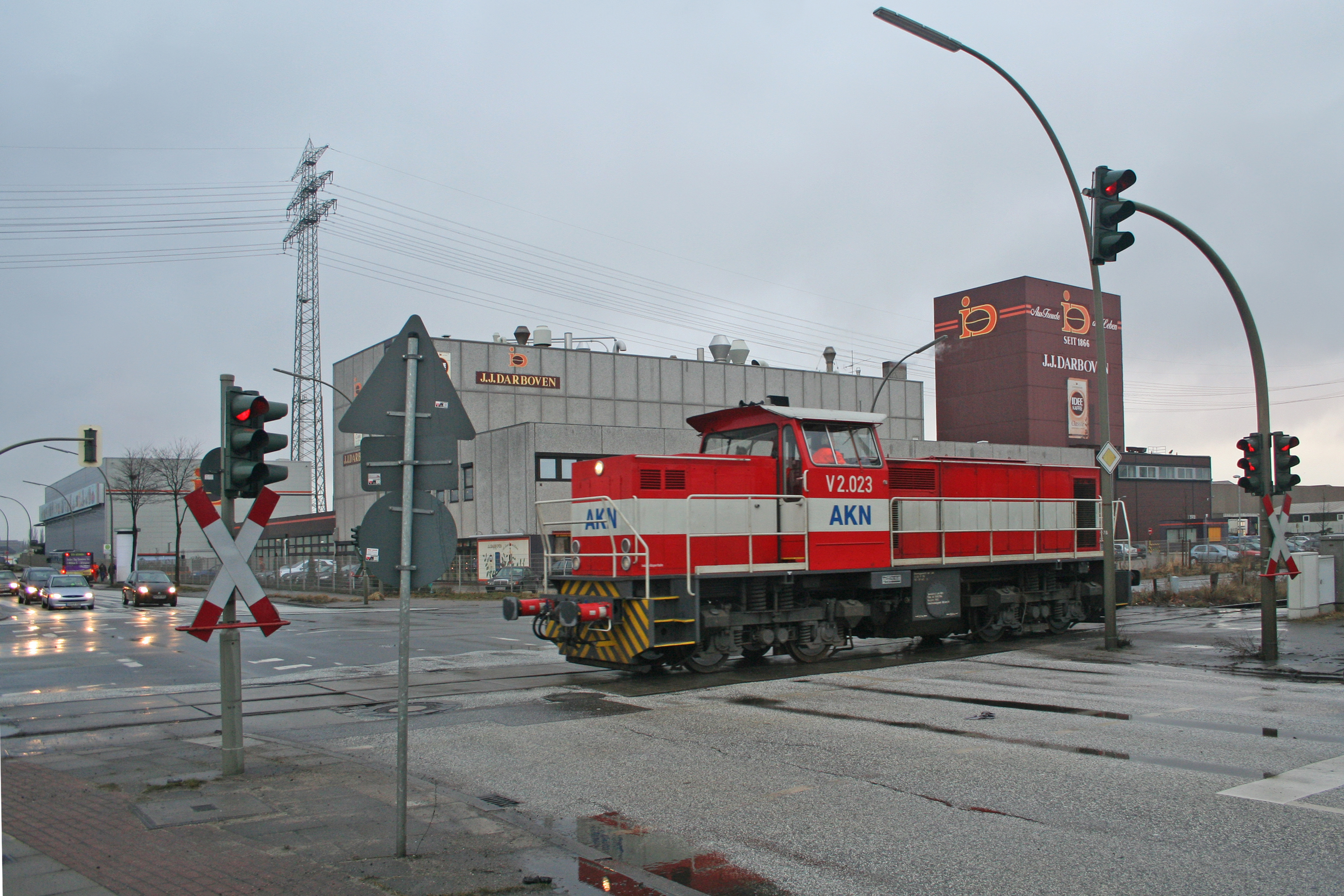
Bahnübergang Moorfleeter Straße, Sitz der Kaffeerösterei J. J. Darboven (Februar 2009)
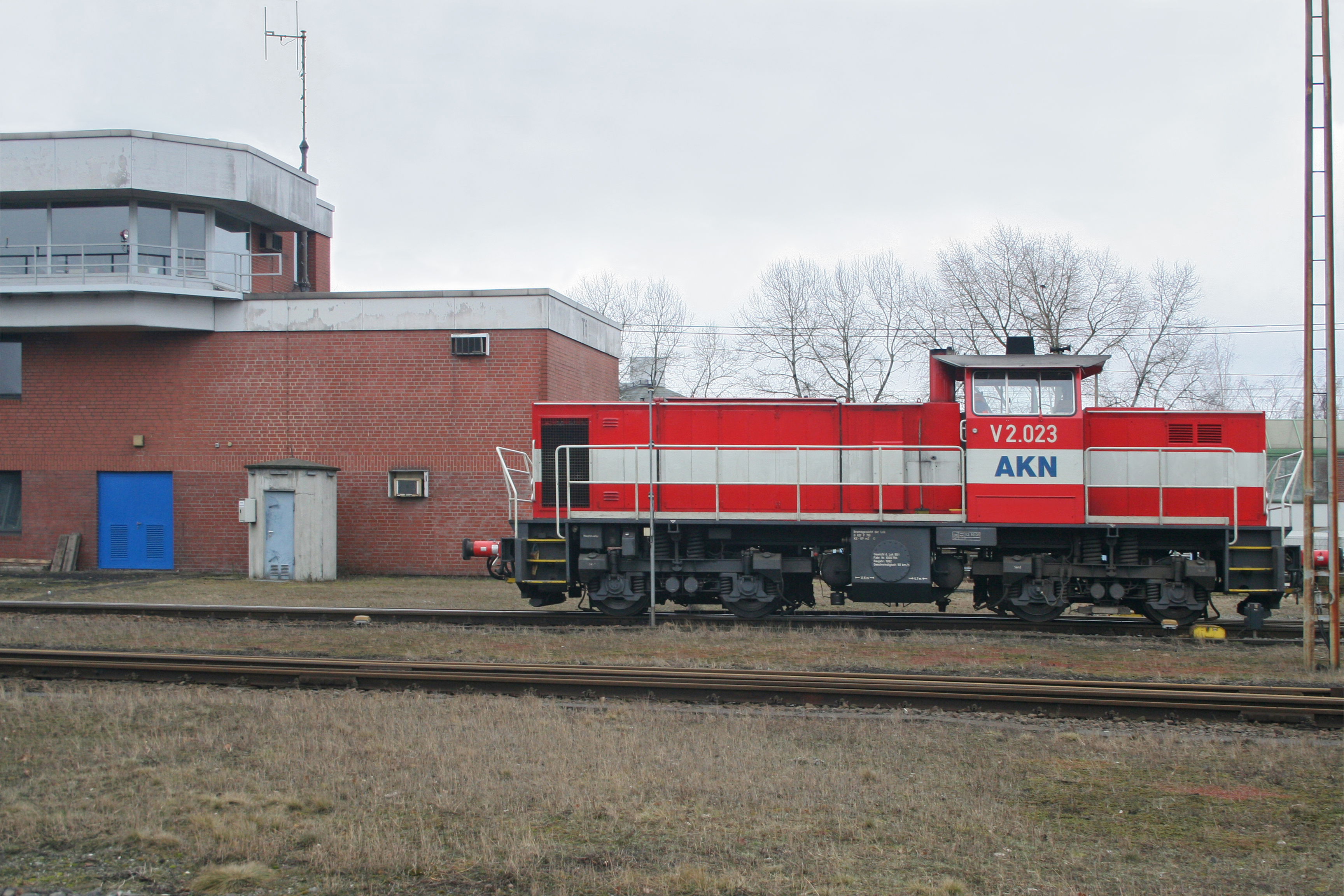
Bahnhof Tiefstack (Februar 2009)